# Bluestoonladder
De bluestoonladder is afgeleid van de pentatonische toonreeks. Zij wordt verkregen door een pentatonische reeks (mineur- of majeurvariant) aan te vullen met blue notes, wat resulteert in een 6-tonige reeks.
Bij de mineur-pentatonische ladder resulteert dit (indien men uitgaat van C) in:
C - Es - F - Fis - G - Bes - C ofwel: 
Vaak wordt tussen Bes en C nog een B gespeeld.
Afgeleid van de majeur-pentatonische ladder krijgen we:
C - D - Es - E - G - A - C ofwel: 
De blue notes zijn in deze voorbeelden de Es, de Fis en de Bes. Deze blue notes kunnen ook door een bend ofwel buiging van een naastgelegen toon worden gespeeld, en behoren daarmee eigenlijk tot het domein van de microtonale muziek. Echter vanwege hun functie worden ze toch vaak als laddereigen tonen in de bluesladder beschouwd.